# Aspilota nevae
Aspilota nevae är en stekelart som beskrevs av Vladimir Ivanovich Tobias 1986. Aspilota nevae ingår i släktet Aspilota och familjen bracksteklar. Inga underarter finns listade.